# Línea 3 (Montevideo)
La línea 3 fue una línea urbana de Montevideo, unía la Aduana con el Hipódromo de Maroñas

## Historia
Creada el 22 de marzo de 1908 por La Transatlántica como una línea de tranvías que inicialmente unía La Ciudadela con Villa Muñoz. Posteriormente sería adquirida por la Sociedad Comercial de Montevideo, quien estaría a cargo de su operación hasta los años cuarenta, años en que son nacionalizados los tranvías y que es creada la Administración Municipal de Transporte, quien adquiere todas las líneas de tranvía existentes. El 25 de agosto de 1959, un año antes de la disolución de los tranvías, la línea 3 comienza a ser operada por trolebuses y su recorrido es extendido hacia el pueblo Ituzaingo, específicamente al Hipódromo de Maroñas. En 1969 se resuelve que deje de ser operada por trolebuses, para operarse por ómnibus.

## Recorridos
Paralelamente a este servicio urbano, el ente operó una línea con igual denominación, solo que brindaba un recorrido zonal entre el Hipódromo y Piedras Blancas. 

### Recorrido original
| Ida - Ciudadela - Soriano - Convención - Avenida Uruguay | Vuelta - Avenida de las Leyes - Diagonal Agraciada - Avenida Agraciada - Avenida Uruguay - Andes - San José |

### Aduana - Hipódromo
| - Avenida 18 de Julio - Avenida 8 de Octubre |